# Mesinge
Mesinge is een plaats in de Deense regio Zuid-Denemarken, gemeente Kerteminde. De plaats telt 316 inwoners (2020). Het dorp ligt aan de voormalige spoorlijn Odense - Martofte. Het stationsgebouw is bewaard gebleven.